# Pterocarya stenoptera
Pterocarya stenoptera là một loài thực vật có hoa trong họ Juglandaceae. Loài này được C. DC. miêu tả khoa học đầu tiên năm 1862.

## Hình ảnh

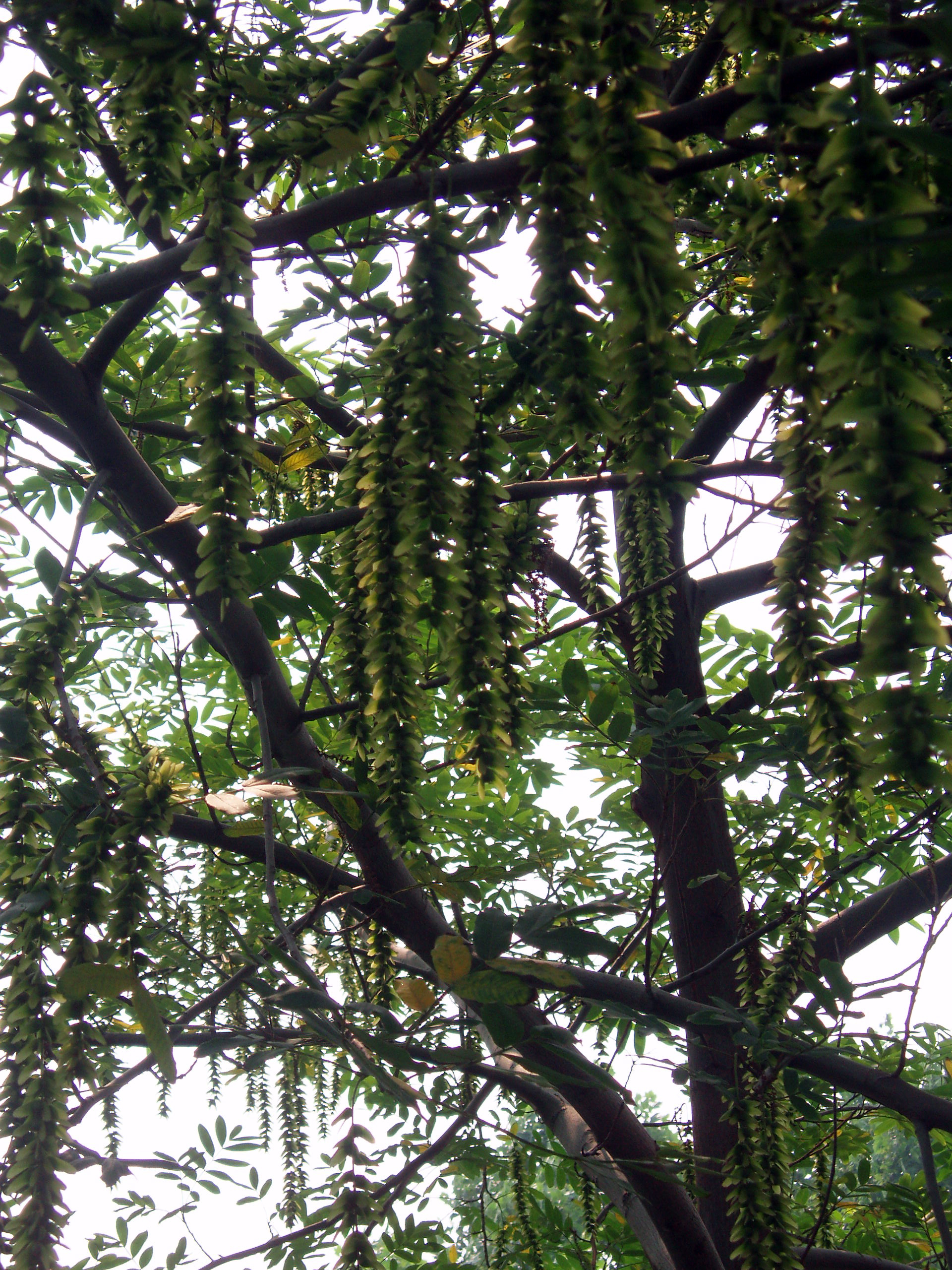
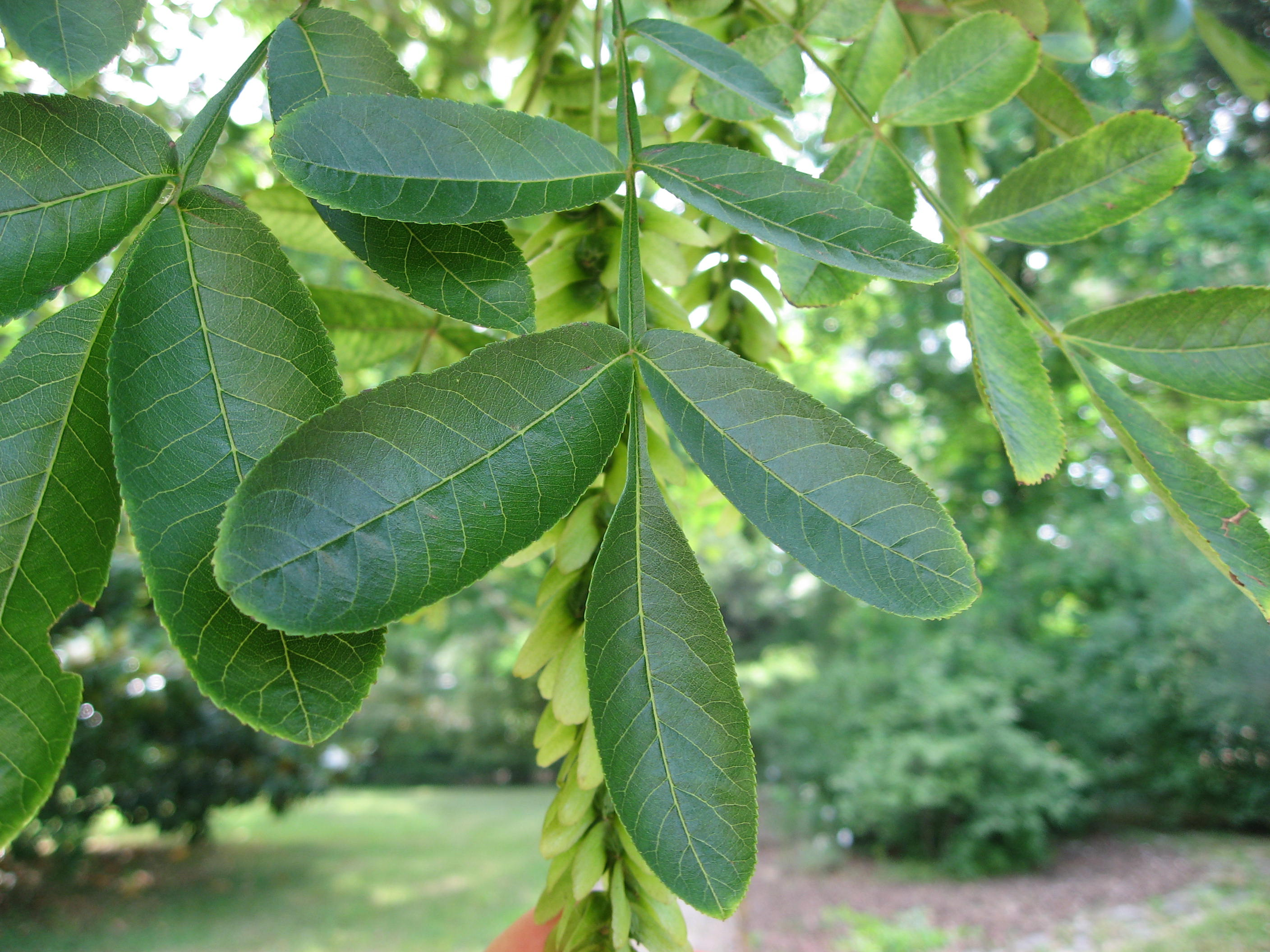
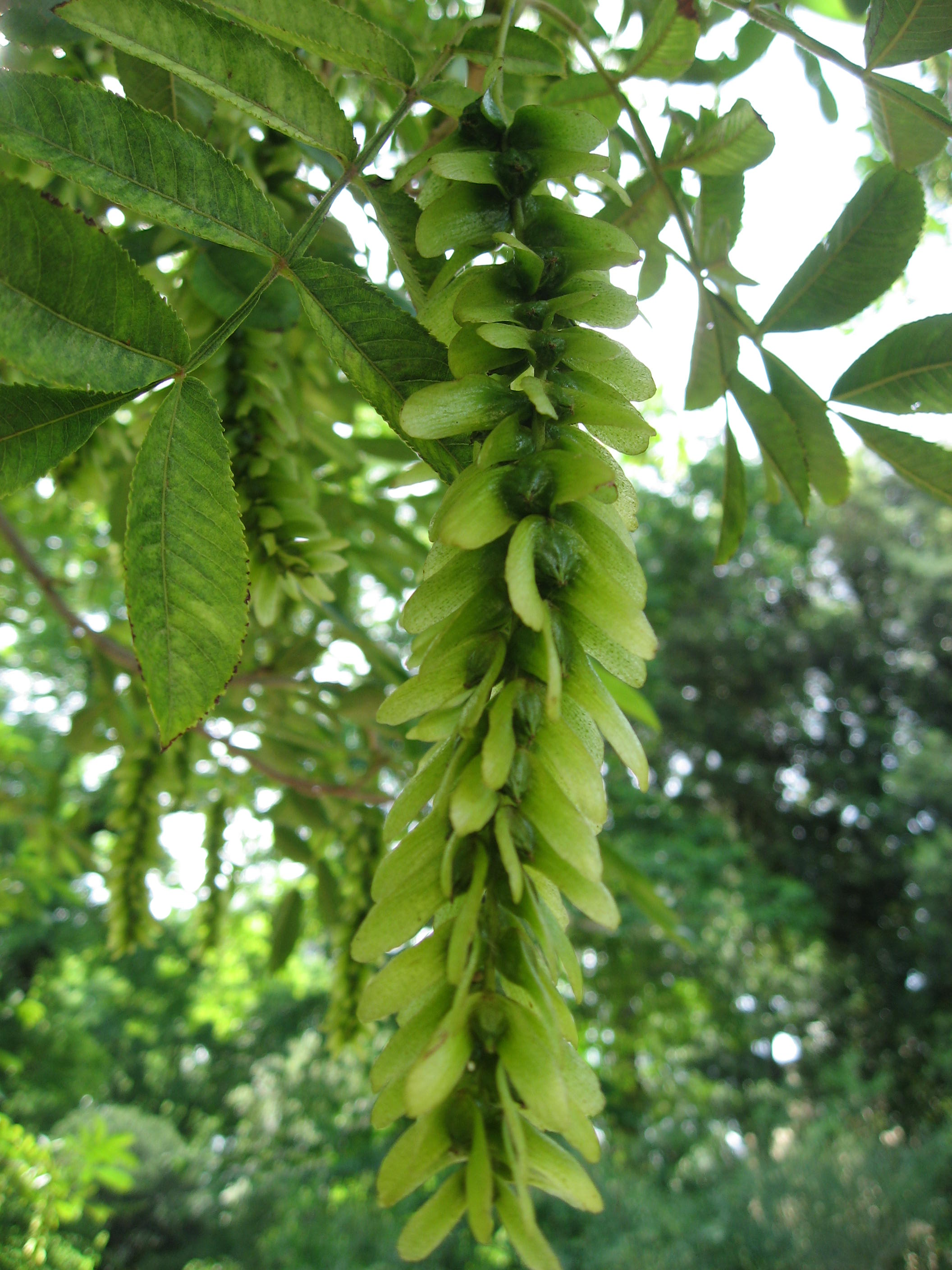
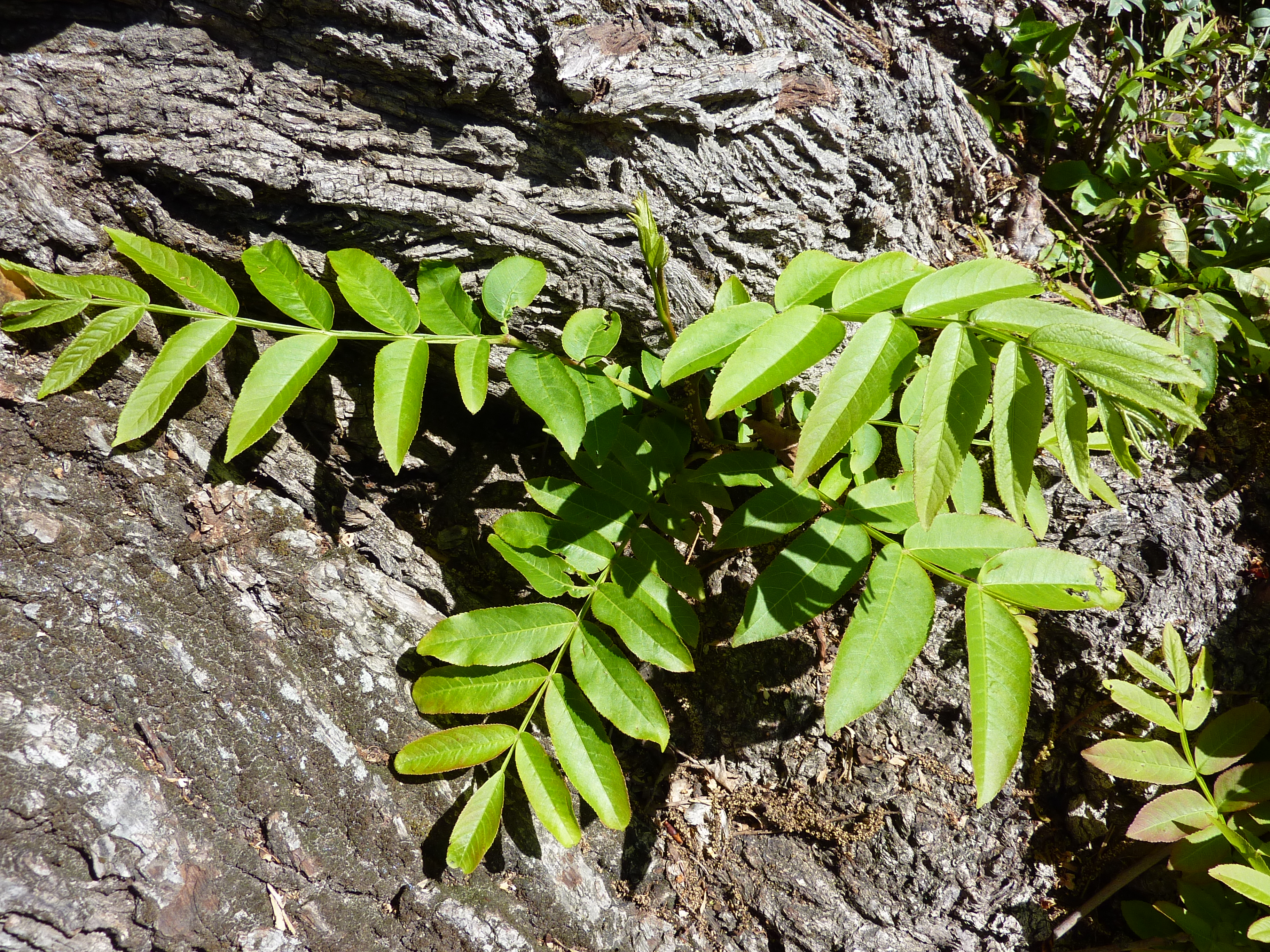